# Estació de Laigneville
L'estació de Laigneville és una estació ferroviària situada al municipi francès de Laigneville (al departament de l'Oise).
És servida pels trens del TER Picardie.
| Provinença | Estació anterior           | Línia        | Estació següent | Destinació |
| ---------- | -------------------------- | ------------ | --------------- | ---------- |
| Amiens     | Gare de Liancourt-Rantigny | TER Picardie | Creil           | Paris-Nord |